# Lakkisettyhalli, Mulbagal
Lakkisettyhalli là một làng thuộc tehsil Mulbagal, huyện Kolar, bang Karnataka, Ấn Độ.